# Farmleigh

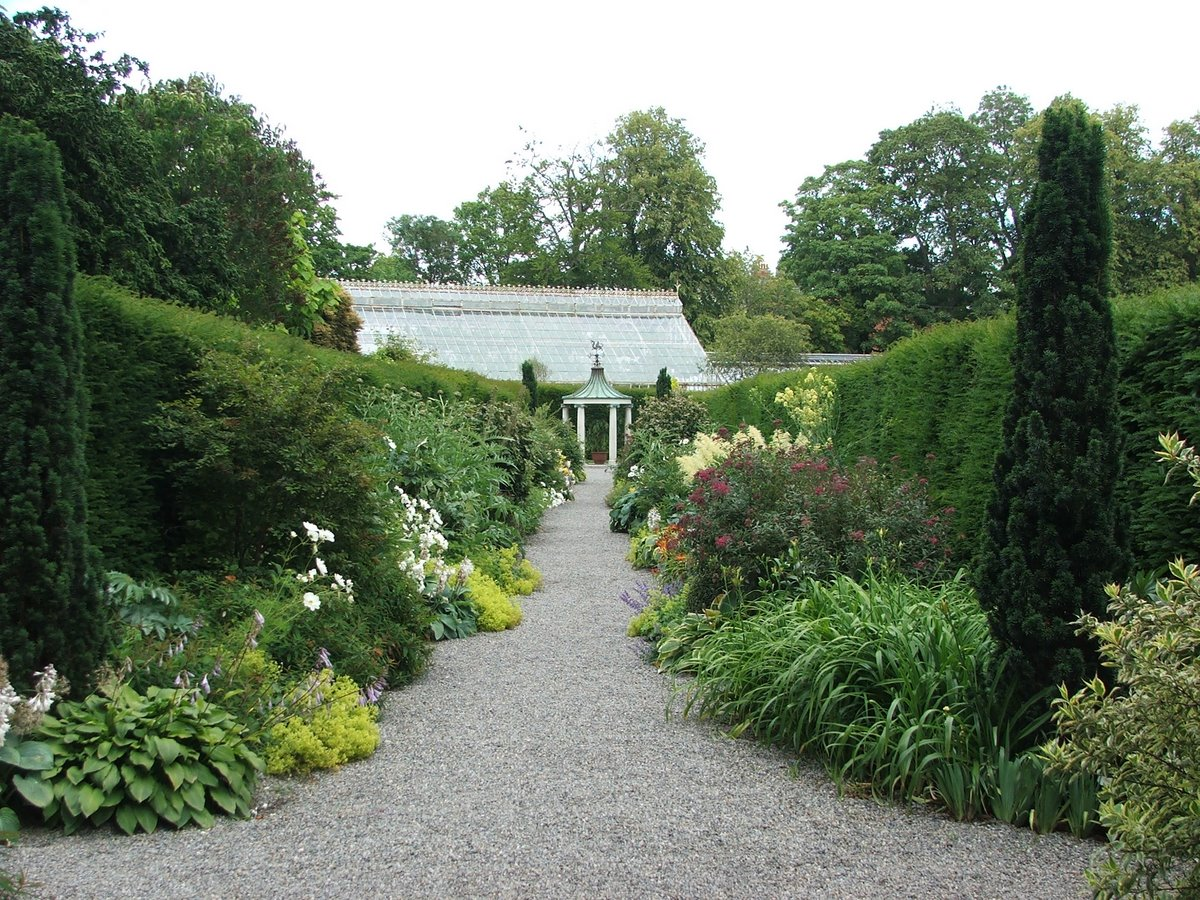
Ogród w Farmleigh

Farmleigh – założenie pałacowo-ogrodowe o pow. 32 ha, położone w Castleknock w Irlandii, obrzeżnej dzielnicy Dublina na zachodnim krańcu Phoenix Parku. Składa się z kompleksu budynków, różnego typu założeń ogrodowych, stawu oraz przyległych łąk i pastwisk, gdzie hoduje się m.in. bydło irlandzkiej rasy kerry.

## Historia
Mały georgiański dom wybudowany w XVIII wieku zakupił w roku 1873 Edward Cecil Guinness, prawnuk Arthura Guinnessa, kiedy poślubił swoją kuzynkę Adelaidę Guinness. W latach 1881–1884 przeprowadzono gruntowny remont i rozbudowę, dodając trzecią kondygnację projektu irlandzkiego architekta Jamesa Franklina Fullera. W roku 1896 dobudowano salę balową (obecnie miejsce koncertów muzycznych) zaprojektowaną przez szkockiego architekta Williama Younga a w 1901 przeszklone konserwatorium, gdzie hodowane są egzotyczne i ciepłolubne rośliny. W pałacu mieści się także biblioteka zawierająca jedne z pierwszych drukowanych irlandzkich książek.
W 1999 roku całość została zakupiona przez państwową agencję zajmującą się utrzymaniem i konserwacją zabytków Office of Public Works (OPW) za ponad 29 mln euro i odrestaurowana za kolejne 23 mln euro, budząc niejednoznaczne opinie; jednak dzięki temu turystyczna oferta Irlandii wzbogaciła się o interesujący i warty zwiedzenia obiekt dostępny bezpłatnie dla każdego. Na terenie posiadłości organizowane są liczne imprezy okolicznościowe m.in.: cotygodniowy kiermasz zdrowej żywności, pokazy dawnych technik budowlanych i konserwacji zabytków, warsztaty artystyczne (także dla dzieci), koncerty, wystawy dzieł sztuki czy spotkania z pisarzami. Pałac jest również miejscem przyjęć oficjalnych delegacji rządowych czy głów państw. W roku 2011 Farmleigh odwiedziła królowa Elżbieta II i prezydent Stanów Zjednoczonych Barack Obama.